# Goudvishal
De Goudvishal was een poppodium in Arnhem. Zelf duidde de organisatie zich aan als subcultureel poppodium. Het was was de opvolger van de Stokvishal die in 1984 werd gesloten. Het muziekcentrum was gevestigd aan de Vijfzinnenstraat te Arnhem.

## Geschiedenis
De Goudvishal opende in 1985 haar deuren als podium voor punkbands. Later kwam er naast punk ook ruimte voor bands uit de metal- en hardcorestroming. De eerste locatie in de Vijfzinnenstraat was op huisnummer 16A, een gekraakt voormalig pakhuis. In 1987 werd de ruimte gesloopt vanwege woningbouw op die plek. Iets verderop in de Vijfzinnenstraat, op nummer 103, werd een nieuw onderkomen gevonden  waar de activiteiten onder dezelfde naam konden werden voortgezet. In de laatste jaren was de in Goudvishal ook  ruimte voor bands uit pop, rock, indie, ska, drum ’n bass, jungle, Tekno en breakbeat.

## Einde
Door het stopzetten van de gemeentelijke subsidie was de Goudvishal genoodzaakt per 31 december 2007 voorgoed te sluiten. Programmering en vrijwilligers van de Goudvishal zijn ingestroomd in jongerencentrum Willemeen te Arnhem.